# Conus flavidus
Conus flavidus е вид охлюв от семейство Conidae. Възникнал е преди около 0,13 млн. години по времето на периода кватернер. Видът не е застрашен от изчезване.

## Разпространение и местообитание
Разпространен е в Австралия (Западна Австралия, Куинсланд и Северна територия), Американска Самоа, Бангладеш, Бахрейн, Британска индоокеанска територия, Бруней, Вануату, Виетнам, Джибути, Египет (Синайски полуостров), Йемен, Източен Тимор, Индия (Андхра Прадеш, Гуджарат, Западна Бенгалия, Карнатака, Керала, Махаращра, Ориса, Пондичери и Тамил Наду), Индонезия, Ирак, Иран, Камбоджа, Катар, Кения, Китай (Гуандун, Гуанси, Джъдзян, Дзянсу и Хайнан), Кокосови острови, Коморски острови, Кувейт, Мавриций, Мадагаскар, Майот, Макао, Малдиви, Малки далечни острови на САЩ (Уейк), Маршалови острови, Мианмар, Микронезия, Мозамбик, Науру, Ниуе, Нова Каледония, Обединени арабски емирства, Оман, Остров Рождество, Острови Кук, Пакистан, Палау, Папуа Нова Гвинея, Провинции в КНР, Реюнион, Саудитска Арабия, Северна Корея, Северни Мариански острови, Сингапур, Соломонови острови, Сомалия, Судан, Тайван, Тайланд, Танзания, Токелау, Тонга, Тувалу, Уолис и Футуна, Фиджи, Филипини, Френска Полинезия, Хонконг, Южна Корея и Япония (Минамитори и Шикоку).
Обитава пясъчните дъна на морета, лагуни и рифове. Среща се на дълбочина от 1 до 21 m, при температура на водата от 23,2 до 28,2 °C и соленост 34,1 – 35,3 ‰.